# Amt Kleine Elster (Lusàcia)
Amt Kleine Elster és un amt ("municipalitat col·lectiva") del districte d'Elbe-Elster, a Brandenburg, Alemanya. Té una extensió de 180,13 km² i una població de 6.465 habitants (2007). Limita amb Finsterwalde al sud-oest, amb el districte de Dahme-Spreewald al nord, amb Sonnewalde al nord-oest, i amb el districte d'Oberspreewald-Lausitz al sud i est. La seu és a Massen-Niederlausitz. El burgmestre és Gottfried Richter.

## Subdivisions
L'Amt Kleine Elster és format pels municipis:
1. Crinitz
2. Lichterfeld-Schacksdorf
3. Massen-Niederlausitz
4. Sallgast